# Simona Duque de Alzate
Pour les articles homonymes, voir Alzate.
Simona Duque, épouse d'Antonio Alzate, née le 30 mars 1773 à Marinilla dans la province colombienne d'Antioquia et décédée le 17 janvier 1858, est un symbole majeur de la guerre d'indépendance de la Colombie. Sollicitée par le commandant indépendantiste José María Córdova, elle accepte l'enrôlement de cinq de ses six fils dans les troupes rebelles. Bien que d'un âge avancé, elle refuse toute pension de l'État tant qu'elle reste capable de travailler.

## Commémorations
Le 12 septembre 2011, à l'occasion du bicentenaire de l'indépendance, un feuillet de dix timbres postaux est édité par la poste colombienne. Il représente diverses héroïnes de la guerre d'indépendance. Outre Simona Duque de Alzate, représentée sur un timbre de 1 500 pesos, Manuela Beltrán Archila, Manuela Cañizares, Manuela Sanz de Santamaria, Policarpa Salavarrieta, Matilde Anaray, Juana Velasco Gallo, Simona Amaya, Antonia Santos et Manuela Sáenz de Thorne y ont également un timbre à leur effigie.